# Швейцария на зимних Олимпийских играх 1994
Швейцария на зимних Олимпийских играх 1994 в Лиллехамере была представлена 59 атлетами. Сборная завоевала 9 комплектов наград и заняла в общекомандном зачёте восьмое место.

## Медалисты

### Золото (3)
| Золото |                          |                                       |
| №      | Спортсмены               | Вид спорта (дисциплина)               |
| 1      | Френи Шнайдер            | Горнолыжный спорт (слалом, женщины)   |
| 2      | Густав Ведер Донат Аклин | Бобслей (мужчины-двойка)              |
| 3      | Андреас Шонбахлер        | Фристайл (лыжная акробатика, мужчины) |

### Серебро (4)
| Серебро |                                                       |                                            |
| №       | Спортсмены                                            | Вид спорта (дисциплина)                    |
| 1       | Френи Шнайдер                                         | Горнолыжный спорт (комбинация, женщины)    |
| 2       | Урс Келин                                             | Горнолыжный спорт (слалом-гигант, мужчины) |
| 3       | Рето Гёчи Гуидо Аклин                                 | Бобслей (мужчины-двойка)                   |
| 4       | Густав Ведер Донат Аклин Курт Майер Доменико Семераро | Бобслей (мужчины-четвёрка)                 |

### Бронза (2)
| Бронза |                                            |                                            |
| №      | Спортсмены                                 | Вид спорта (дисциплина)                    |
| 1      | Френи Шнайдер                              | Горнолыжный спорт (слалом-гигант, женщины) |
| 2      | Жан-Ив Куэнде Ипполит Кемпф Andreas Schaad | Лыжное двоеборье (эстафета 3 x 10 км)      |

## Состав и результаты олимпийской сборной Швейцарии

### Лыжное двоеборье
Спортсменов — 3
Мужчины
| Соревнование         | Спортсмены                              | Прыжки с трамплина | Прыжки с трамплина | Лыжная гонка | Лыжная гонка | Лыжная гонка | Итоговое место |
| Соревнование         | Спортсмены                              | Результат          | Место              | Гандикап     | Результат    | Место        | Итоговое место |
| -------------------- | --------------------------------------- | ------------------ | ------------------ | ------------ | ------------ | ------------ | -------------- |
| Индивидуальная гонка | Жан-Ив Куэнде                           | 222,0              | 7                  | +2:46        | 40:17,5      | 20           | 7              |
| Командная гонка      | Жан-Ив Куэнде Андреас Шад Ипполит Кемпф | 643,5              | 3                  | +7:30        | 1:23:09,9    | 4            | 3              |